# Jeanine Alexander
Jeanine Alexander (11 februari 1997) is een Surinaams voetbalster. Ze speelde in Suriname voor de topclub Ancona en maakte deel uit van het Surinaams voetbalelftal. In het seizoen 2019/2020 stond ze onder contract van Maccabi Emek Hefer in Israël. Daarna keerde ze terug naar eigen land en sloot ze zich aan bij SV Transvaal

## Carrière
Jeanine Alexander voetbalde op haar vijftiende tot eind 2012 voor DIVA en stapte erna over naar SAS. Medio 2013 voetbalde ze inmiddels voor SV Ascona waar ze rond de zes jaar bleef spelen. In 2014 won ze met Ascona de meisjescompetitie U-17 en in september 2017 maakte zij in de 85e minuut het winnende doelpunt tegen SV Merodia, waarmee ze het seniorenteam van Ancona landskampioen maakte.
Daarnaast speelt ze zaalvoetbal en kwam ze in 2014 uit in de scholencompetitie en de Futsal Bedrijven Competitie toen ze naar het VWO van het E.P. Meyer Lyceum ging.
In 2018 maakte ze deel uit van de selectie van het Surinaams voetbalelftal om in april in Trinidad en Tobago te spelen tijden de CFU Womens Challenge Series en in mei in Guyana voor kwalificatiewedstrijden voor het Wereldkampioenschap voetbal vrouwen van 2019.
In november 2019 werkten zij, Orthea Riley en Mirelva Wongsodimedjo bij Europese clubs een stage af waarmee ze wilden proberen een profcontract te bemachtigen. De stage leverde haar een jaarcontract op bij de vrouwenvoetbalclub Maccabi Emek Hefer uit Israël. Haar contract liep in het seizoen 2019/2020.
Sinds het seizeoen 2000/2021 speelt ze voor SV Transvaal in eigen land.